# Rony Cócegas
Ronilson Nogueira Moreira (Salvador, 17 de abril de 1940 — São Paulo, 25 de julho de 1999), mais conhecido pelo nome artístico Rony Cócegas, foi um ator, comediante e músico brasileiro.

## Carreira
Ganhou o apelido de Rony Cócegas na época em que tocava bateria na noite de Salvador, tendo inclusive tocado com Raul Seixas antes da formação original dos Panteras.
Estreou na TV Excelsior em 1967 fazendo imitações no programa de Raul Gil, passando em seguida para a atração "Show do Riso". Desde então atuou em programas infantis e humorísticos como Chico City, Os Pankekas e A Praça é Nossa e também no teatro e no cinema.
Seus personagens mais conhecidos foram o Lindeza (do famoso bordão "Calma, Cocada!") na A Praça é Nossa e o Galeão Cumbica, na Escolinha do Professor Raimundo, além do Kuki do programa do palhaço Bozo.

## Vida pessoal
Rony era divorciado, teve dois filhos (Robson e Rogerson Lessa Moreira). 

### Internação e morte
Em dezembro de 1998, sofreu um infarto enquanto gravava a Escolinha. Socorrido a tempo, ele foi encaminhado direto para o hospital, ficando internado na UTI.
Rony Cócegas morreu aos 59 anos de idade no dia 25 de julho de 1999, por insuficiência múltipla dos órgãos. Ele esteve internado no Hospital São Camilo por 21 dias devido a uma hemorragia digestiva, como consequência de uma cirrose.

## Filmografia

### Cinema
| Ano  | Título                              | Papel            |
| ---- | ----------------------------------- | ---------------- |
| 1969 | Deu a Louca no Cangaço              | Corneteiro       |
| 1969 | 2000 Anos de Confusão               | Benedito Curiaco |
| 1976 | Pura Como Um Anjo Será... Virgem?   | Mordomo          |
| 1977 | As Amantes De Um Canalha            | Pipoca           |
| 1979 | Os Pankekas e o Calhambeque de Ouro | Maionese         |
| 1980 | Os Paspalhões em Pinóquio 2000      | Curió            |
| 1985 | Rabo I                              |                  |

### Televisão
| Ano       | Título                          | Papel                           | Emissora    |
| --------- | ------------------------------- | ------------------------------- | ----------- |
| 1973      | Chico City                      | João Doido / Vários Personagens | Rede Globo  |
| 1978-1979 | Os Pankekas                     | Maionese                        | TV Tupi     |
| 1981      | Reapertura                      |                                 | SBT         |
| 1980-1990 | Bozo                            | Kuki                            | SBT         |
| 1981-1983 | Alegria 81                      | Vários Personagens              | SBT         |
| 1987-1990 | A Praça é Nossa                 | Lindeza                         | SBT         |
| 1990-1995 | Escolinha do Professor Raimundo | Galeão Cumbica                  | Rede Globo  |
| 1991      | Estados Anysios de Chico City   | Vários Personagens              | Rede Globo  |
| 1999      | Escolinha do Barulho            | Galeão Cumbica                  | Rede Record |